# バレリー・クルトワ
バレリー・クルトワ（Valérie Courtois、女性、1990年11月1日 - ）は、ベルギーの元バレーボール選手。ポジションはリベロ。元ベルギー代表。

## 来歴
2008年、ベルギー代表に初選出される。2013年6-7月のヨーロッパリーグで銀メダルを獲得、同年9月のヨーロッパ選手権では3位と躍進の原動力となり、自身もベストリベロ賞に輝いた。
地元のクラブチームでプレーした後、2014-15シーズンからはアゼルバイジャンリーグの強豪ラビタ・バクーに移籍。2016/17シーズンからはドイツ・ブンデスリーガのドレスナーSCに移籍した。

## 人物
- サッカー・リーガ・エスパニョーラのレアル・マドリーに所属するベルギー代表GKティボー・クルトワは、実弟である。
- 2021年7月3日、UEFA EURO 2020のベルギー代表に参戦していた弟の応援の為に、準々決勝のイタリア戦の会場となったフースバル・アレーナ・ミュンヘンを訪問し、スタンドから観戦。試合中、後半33分の場面でレオナルド・スピナッツォーラが転倒し、プレー続行不可能となり、負傷交代。試合も1-2とベルギー代表が敗退したこともあり、同試合後バレリーはスピナッツォーラのアクシデントを「単なる時間稼ぎ」と自身のSNSで非難。しかし、スピナッツォーラは診断の結果、左足アキレス腱を断裂する重傷を負っていたことが判明。バレリーは非難を浴び、謝罪した[2]。

## 球歴
- 2013年 - 欧州リーグ（2位）
- 2013年 - ヨーロッパ選手権（3位）
- 2014年 - ワールドグランプリ（6位）
- 2014年 - 世界選手権（11位）
- 2015年 - ワールドグランプリ（10位）

## 受賞歴
- 2013年 - ヨーロッパ選手権　ベストリベロ賞

## 所属クラブ
- VDK Gent Dames（2008-2012年）
- VC Oudegem（2012-2014年）
- ラビタ・バクー（2014-2016年）
- ドレスナーSC（2016-2017年）
- Stade Français Paris St Cloud（2017-2019年）